# Champagney (Haute-Saône)
Champagney is een gemeente in het Franse departement Haute-Saône in de regio Bourgogne-Franche-Comté. Champagney telde op 1 januari 2022 3.674 inwoners. De plaats maakt deel uit van het arrondissement Lure.
Champagney heeft een verleden van steenkoolontginning.
De Sint-Laurentiuskerk werd gebouwd in de barokstijl van Franche-Comté tussen 1785 et 1788 en werd gerestaureerd in 1977.

## Geschiedenis
De naam van de plaats (toen Campanias) werd voor het eerst vermeld in 869. De plaats behoorde tijdens het ancien régime toe aan de abdij van Lure, verbonden met de prins-abten van Murbach. Rond 980 werden de relieken van Valbert en Fustase, abten van Luxeuil overgebracht naar de kerk van Champagney. In 1479 verkreeg Champagney stadsrechten van abt Jean III Stoer.
De streek had erg te lijden onder de Dertigjarige Oorlog. In 1634 liet de Zweedse generaal Otto Ludwig von Salm-Kyrburg-Mörchingen zestien huizen van Champagney, dat toen een honderdtal inwoners telde, in brand steken. En in 1641 werd de kerk geplunderd door Franse troepen.
In 1722 werd een werkplaats geopend voor de fabricatie van vensterglas. In 1752 werd de eerste steenkoolmijn geopend. De mijnactiviteit nam uitbreiding in de 19e en de 20e eeuw. In 1958 werd de laatste mijn gesloten. Tussen 1875 en 1887 werd gegraven aan het Kanaal van Haute-Saône in de gemeente, maar dit stuk van het kanaal werd nooit afgewerkt. Een stuwmeer om het kanaal van water te voorzien (bassin de Champagney) werd wel in gebruik genomen. Dit stuwmeer voorziet via de Rigole de Belfort het Rhône-Rijnkanaal van water. Dit kanaal werd tussen 1939 en 1949 gegraven.
Op 19 maart 1789 stuurden de inwoners van Champagney, op aansturen van Jacques Antoine Priqueler, een petitie naar de Franse koning waarin ze de afschaffing van de slavernij vroegen. Dit feit werd 200 jaar later herdacht met een gedenkplaat.
De plaats werd voor een groot deel verwoest en 115 inwoners stierven tijdens de Tweede Wereldoorlog toen het een tijd op de frontlijn lag.

## Geografie
De oppervlakte van Champagney bedroeg op 1 januari 2022 36,71 vierkante kilometer; de bevolkingsdichtheid was toen 100,1 inwoners per km². Het stuwmeer bassin de Champagney ligt op een hoogte van 411 meter en heeft een oppervlakte van 107 ha.
De onderstaande kaart toont de ligging van Champagney met de belangrijkste infrastructuur en aangrenzende gemeenten.

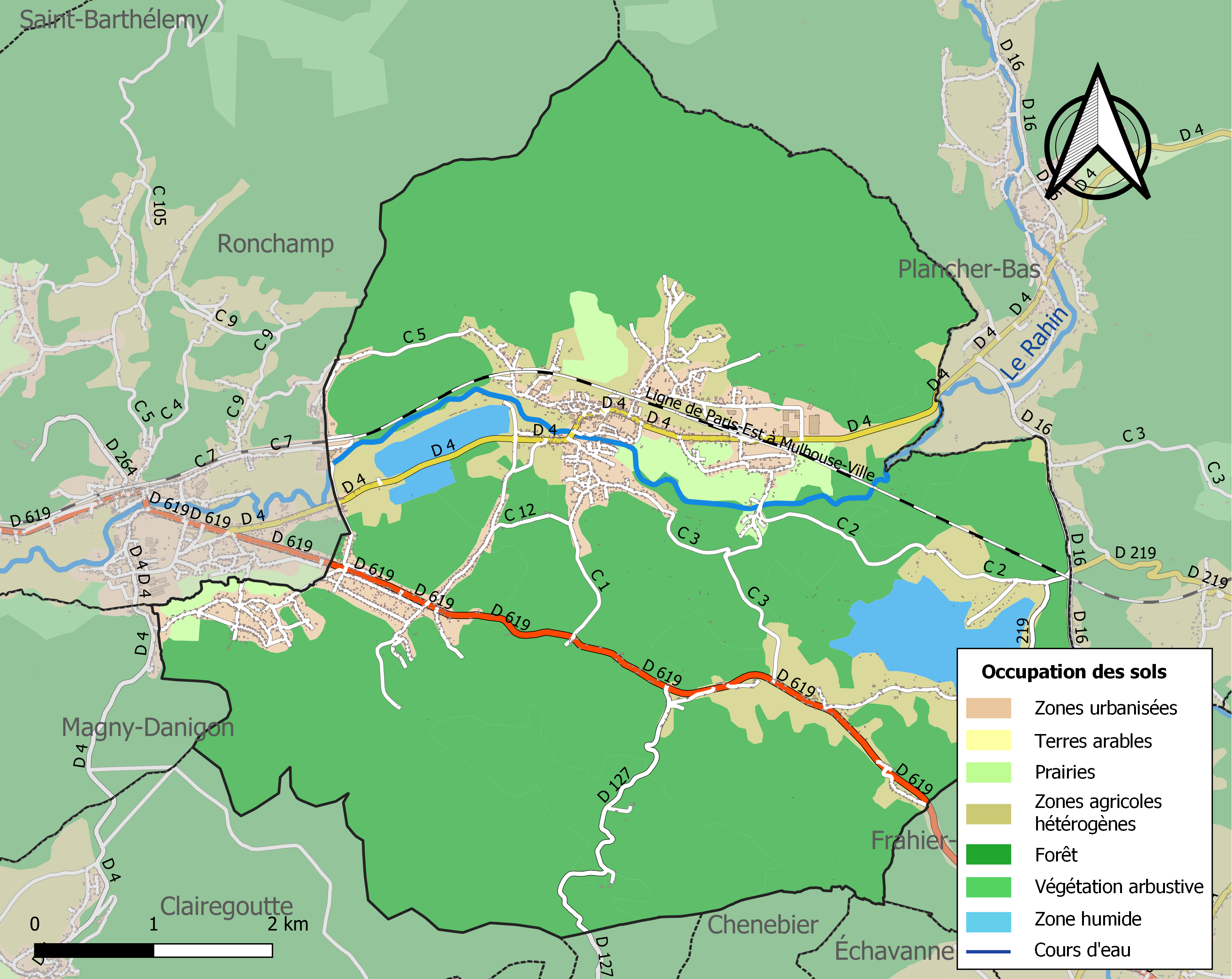

## Demografie
Onderstaande figuur toont het verloop van het inwonertal (bron: INSEE-tellingen).